# Karol Lenczowski
Karol Lenczowski (ur. 8 sierpnia 1891 w Budapeszcie, zm. 22 lipca 1936 w Przemyślu) – podpułkownik dyplomowany piechoty Wojska Polskiego, kawaler Orderu Virtuti Militari.

## Życiorys

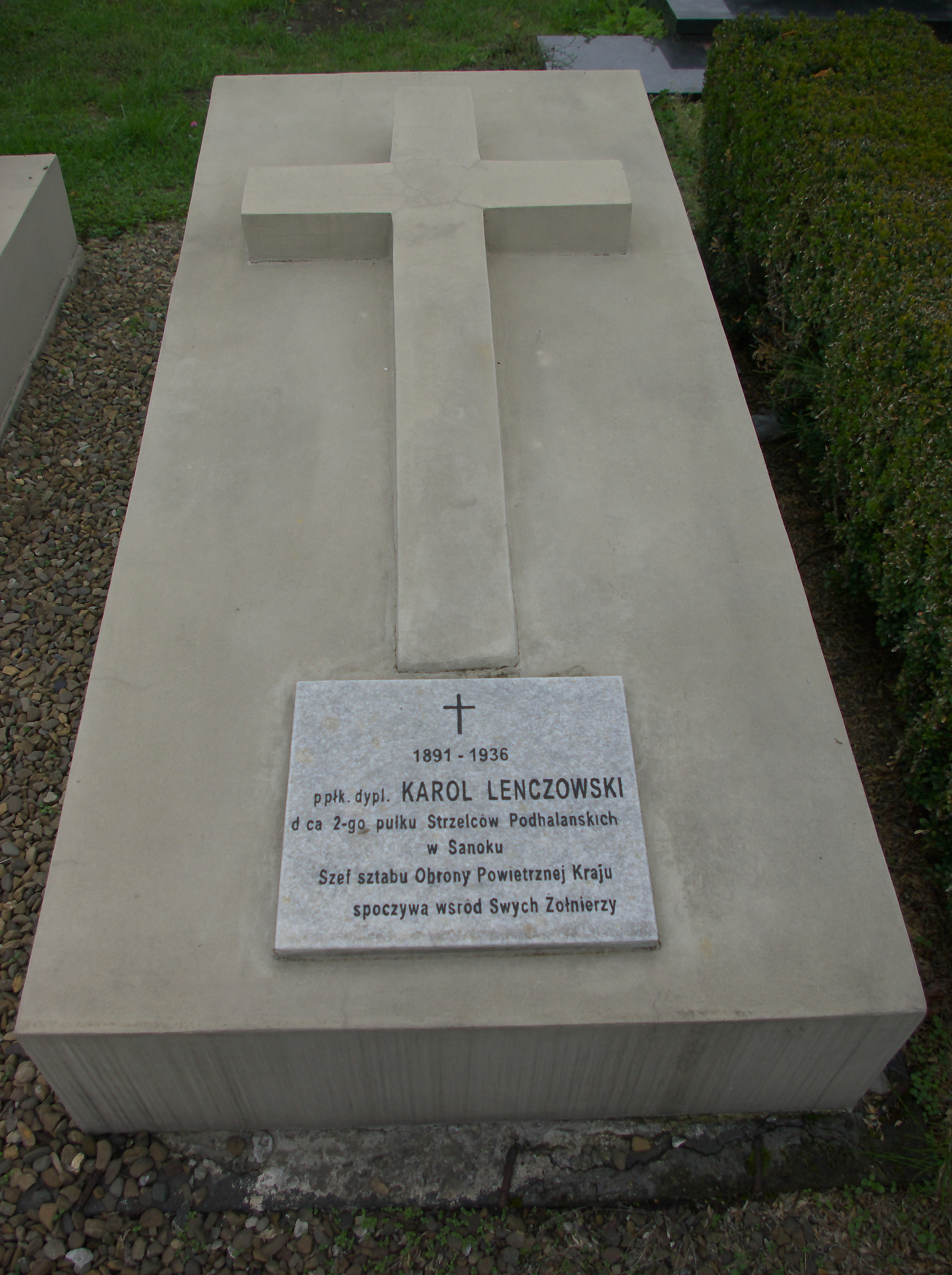
Nagrobek Karola Lenczowskiego

Urodził się 8 sierpnia 1891 w Budapeszcie. Był synem Józefa i Marii z domu Hajduk. Ukończył szkołę powszechną w Lanckoronie. Następnie uczył się w Gimnazjum św. Anny w Krakowie, gdzie zdał egzamin dojrzałości w 1911. Następnie rozpoczął studia na Akademii Eksportowej w Wiedniu, na których zaliczył dwa lata, a w ich trakcie jednocześnie przeszedł kurs kolonialny w Brukseli i praktykę handlową. 
Jego edukacja została przerwana przez wybuch I wojny światowej, w trakcie której brał udział po stronie Armii Austro-Węgier w ramach formowanych Legionów Polskich. Najpierw służył w szeregach Legionu Wschodniego, a po jego likwidacji we wrześniu 1914, został żołnierzem sformowanego 3 pułku piechoty i został przydzielony do 12 kompanii II batalionu, zaś od końca tego miesiąca wraz z jednostką brał udział w działaniach wojennych przeciw Rosjanom w rejonie przełęczy karpackich. 29 października 1914 uczestniczył w bitwie pod Mołotkowem; następnie jego pułk wcielono do powstałej II Brygady Legionów Polskich. Na początku 1915 pułk rozformowano, a w kwietniu 1915 Lenczowski awansowany na stopień sierżanta, został dowódcą plutonu w 12 kompanii II batalionu 3 pułku piechoty został skierowany ponownie do walk w rejonie karpackim na front bukowińsko-besarabski. Tam brał udział m.in. w bitwie pod Rarańczą, a potem w działaniach wojennych na Wołyniu. Podczas bitwy pod Kostiuchnówką w lipcu 1916 Lenczowski wykazał się wybitnym bohaterstwem i odwagą, gdy 6 lipca, po otoczeniu jego oddziału, wraz z ok. 30 żołnierzami przerwał okrążenie rosyjskie. Za swój czyn otrzymał krzyż Virtuti Militari. Później od września do listopada 1916 jego pułk przebywał wraz z Legionami w Baranowiczach. II Brygada złożyła przysięgę, a jej żołnierze weszli w skład utworzonego Polskiego Korpusu Posiłkowego. Karol Lenczowski został awansowany do stopnia podporucznika i wraz z oddziałem został skierowany znów do Karpat Wschodnich. W nocy 15/16 lutego 1918, w proteście przeciwko podpisaniu pokoju brzeskiego część żołnierzy, głównie z II Brygady pod dowództwem Hallera przebiła się przez front austriacko-rosyjski pod Rarańczą i 6 marca połączyła się z II Korpusem Polskim w Rosji. W jego szeregach Lenczowski na stanowisku dowódcy kompanii w 15 pułku strzelców, 11 maja 1918 brał udział w bitwie pod Kaniowem przeciwko Niemcom, po czym został wzięty do niewoli i uwięziony na terenie Meklemburgii. 
Odzyskał wolność w styczniu 1919 i powrócił do niepodległej Polski. Rozkazem kierownika Ministerstwa Spraw Wojskowych płka Jana Wroczyńskiego z 27 lutego 1919 w stopniu porucznika otrzymał przydział do Tymczasowego Kursu Pedagogicznego przy Departamencie Szkolnictwa Wojskowego. Rozpoczął służbę jako wykładowca w Centralnej Szkole Żandarmerii i Korpusie Kadetów Nr 2 (KK-2) w Modlinie. 1 kwietnia 1920 został awansowany do stopnia kapitana ze starszeństwem z dniem 1 czerwca 1919. Podczas wojny polsko-bolszewickiej 1920 jako oficer sztabowy pracował w Oddziale III Sztabu Ministerstwa Spraw Wojskowych.
W okresie od 1 listopada 1921 do 1 października 1923 był słuchaczem II Kursu Normalnego Wyższej Szkoły Wojennej w Warszawie, pozostając oficerem macierzystego 3 pułku piechoty Legionów, stacjonującego w Jarosławiu. Po ukończeniu kursu i otrzymaniu dyplomu naukowego oficera Sztabu Generalnego został przydzielony do Oddziału I Sztabu Generalnego. Z dniem 10 stycznia 1924 został przesunięty do Oddziału II SG na stanowisko referenta. 31 marca tego roku awansował do stopnia majora ze starszeństwem z dniem 1 lipca 1923 roku i 129. lokatą w korpusie oficerów piechoty. Od 15 listopada 1924 do 17 listopada 1925 dowodził II batalionem 7 pułku piechoty Legionów w Chełmie. 14 października 1926 został przeniesiony z Oddziału II SG do Generalnego Inspektoratu Sił Zbrojnych i wyznaczony na stanowisko oficera sztabu inspektora armii, generała dywizji Jana Romera. 29 stycznia 1929 razem z majorem dyplomowanym Alfredem Krajewskim, majorem dyplomowanym Andrzejem Liebich i kapitanem dyplomowanym Franciszkiem Demelem otrzymał przeniesienie do Oddziału III Sztabu Głównego. W Sztabie Głównym, razem z wymienionymi oficerami oraz majorem dyplomowanym Józefem Smoleńskim, wszedł w skład „ekipy operacyjnej” pracującej bezpośrednio dla marszałka Polski Józefa Piłsudskiego i zgodnie z jego osobistymi wytycznymi. 23 grudnia 1929 powrócił do GISZ i został przydzielony do Inspektoratu Armii w Warszawie. 24 grudnia 1929 awansował do stopnia podpułkownika ze starszeństwem z dniem 1 stycznia 1930 roku i 22. lokatą w korpusie oficerów piechoty. Następnie został przydzielony do sztabu generała Gustawa Orlicz-Dreszera. 26 stycznia 1934 ogłoszono jego przeniesienie do 20 pułku piechoty Ziemi Krakowskiej w Krakowie na stanowisko zastępcy dowódcy pułku, lecz zostało ono unieważnione. W tym czasie już chorował na nieuleczalną chorobę. 
26 listopada 1935 roku został mianowany dowódcą 2 pułku strzelców podhalańskich w Sanoku, lecz funkcję tę pełnił tylko do 14 maja 1936. Na podstawie rozkazu z 4 maja 1936 miał być przeniesiony do Generalnego Inspektoratu Sił Zbrojnych i przydzielony do dyspozycji inspektora armii, generała dywizji Gustawa Orlicz-Dreszera.
Trafił do 10 Szpitala Okręgowego w Przemyślu, gdzie zmarł 22 lipca 1936 wskutek gruźlicy płuc i gardła. Zwłoki zostały przewiezione do Sanoka i wystawione w miejscowym Domu Żołnierza. 24 lipca 1936 został pochowany na Cmentarzu Centralnym w Sanoku w kwaterze żołnierzy i oficerów Wojska Polskiego poległych w walkach o wyzwolenie w latach 1918–1920. Na nagrobku umieszczono inskrypcję „Spoczywa wśród swych żołnierzy”. Sześć dni wcześniej, 16 lipca zginął tragicznie gen. dyw. Gustaw Orlicz-Dreszer, jego II oficer sztabu, ppłk dypl. Stefan Loth oraz kpt. pil. Aleksander Łagiewski. Karol Lenczowski był trzecim z kolei dowódcą 2 pułku strzelców podhalańskich, który zmarł w czasie pełnienia obowiązków służbowych. 19 października 1932 zmarł pułkownik Janusz Dłużniakiewicz, a 17 listopada 1935 podpułkownik Karol Świnarski.
Do śmierci był żonaty z Marcelą.

## Ordery i odznaczenia
- Krzyż Srebrny Orderu Wojskowego Virtuti Militari nr 7372 – 17 maja 1922[27][28] (za bohaterstwo podczas bitwy pod Kostiuchnówką z 6 lipca 1916)[29]
- Krzyż Niepodległości – 12 maja 1931 „za pracę w dziele odzyskania Niepodległości”[30][31]
- Krzyż Kawalerski Orderu Odrodzenia Polski – 10 listopada 1933[32]
- Krzyż Walecznych czterokrotnie, po raz pierwszy w 1921[33]
- Złoty Krzyż Zasługi – 10 listopada 1928[34]
- Medal Pamiątkowy za Wojnę 1918–1921
- Medal Dziesięciolecia Odzyskanej Niepodległości
- Odznaka Pamiątkowa Generalnego Inspektora Sił Zbrojnych – 15 lipca 1936
- Medal Zwycięstwa („Médaille Interalliée”) – zezwolenie Naczelnika Państwa w 1921[35]